# Józef Handelsman
Józef Handelsman (ur. 20 maja 1883 w Warszawie, zm. 10 marca 1962 w Pruszkowie) – polski lekarz psychiatra.

## Życiorys
Urodził się w rodzinie Juliana Handelsmana-Targowskiego (1847–1923) i Leokadii z Kajzersteinów-Karzewskich. Miał siostrę Helenę (1891–1976), bibliotekarkę, oraz przyrodnich braci: Marcelego, historyka, i Bolesława, architekta. Po strajku szkolnym 1905 przerwał studia w Warszawie i kontynuował naukę na Uniwersytecie Wiedeńskim, a potem Uniwersytecie w Berlinie. Pod kierunkiem Kaiserlinga sporządził dysertację na stopień doktora medycyny, przyznany mu w grudniu 1906. Od 1907 do 1914 pracował na oddziale neurologicznym Szpitala Starozakonnych na Czystem pod kierunkiem Edwarda Flataua. W 1910 wyjechał do Anglii, gdzie pracował pod kierunkiem Victora Horsleya. W roku następnym z sukcesem zoperował zapalenie wyrostka robaczkowego Marii Czaplickiej.
Po 1918 służył w Wojsku Polskim. Następnie w rezerwie. Zweryfikowany jako kapitan lekarz z 1 czerwca 1919. W okresie międzywojennym pełnił obowiązki lekarza naczelnego Szpitala Tworkowskiego.
Po II wojnie światowej, od 1947, prof. Uniwersytetu Warszawskiego, a następnie Akademii Medycznej w Warszawie, był kierownikiem Kliniki Psychiatrii, znajdującej się w Szpitalu Tworkowskim. Redaktor „Rocznika Psychiatrycznego”, „Neurologii”, „Neurochirurgii” i „Psychiatrii Polskiej”.
Członek Polskiej Akademii Nauk, prezes Polskiego Towarzystwa Psychiatrycznego. Pierwszy przewodniczący Rady Naukowej Instytutu Psychiatrii i Neurologii w Warszawie.
Był żonaty z Leą Abramowicz, córką pruszkowskiego fotografa.
Pochowany na cmentarzu przy Szpitalu dla Nerwowo i Psychicznie Chorych w Tworkach.

## Ordery i odznaczenia
- Krzyż Kawalerski Orderu Odrodzenia Polski (13 lipca 1954)[7]
- Złoty Krzyż Zasługi (11 listopada 1936)[8]
- Medal Niepodległości (16 marca 1937)[9]
- Medal 10-lecia Polsku Ludowej (13 stycznia 1955)[10]